# 세성서비스
세성서비스는 부산광역시 동래구 온천천로531번길 35 (안락동)에 본사를 두고 있는 마을버스 운송 업체이다. 대표는 박정수이다.

## 차고지
- 부산광역시 동래구 온천천로531번길 35 (안락동) (본사, 동래 2번 마을버스 전 노선 시종착)

## 노선 목록
- 동래2번 : 동래역(동래시장, 메가마트) - 동래경찰서 - 수안동 안동네 - 낙민동 한일유엔아이아파트 - 우성아파트 - 중앙하이츠아파트 - 벽산아파트 - 한성기린아파트 - 부산은행 연수원 - 안남초등학교 - 남일중학교